# Vršanská uhelná

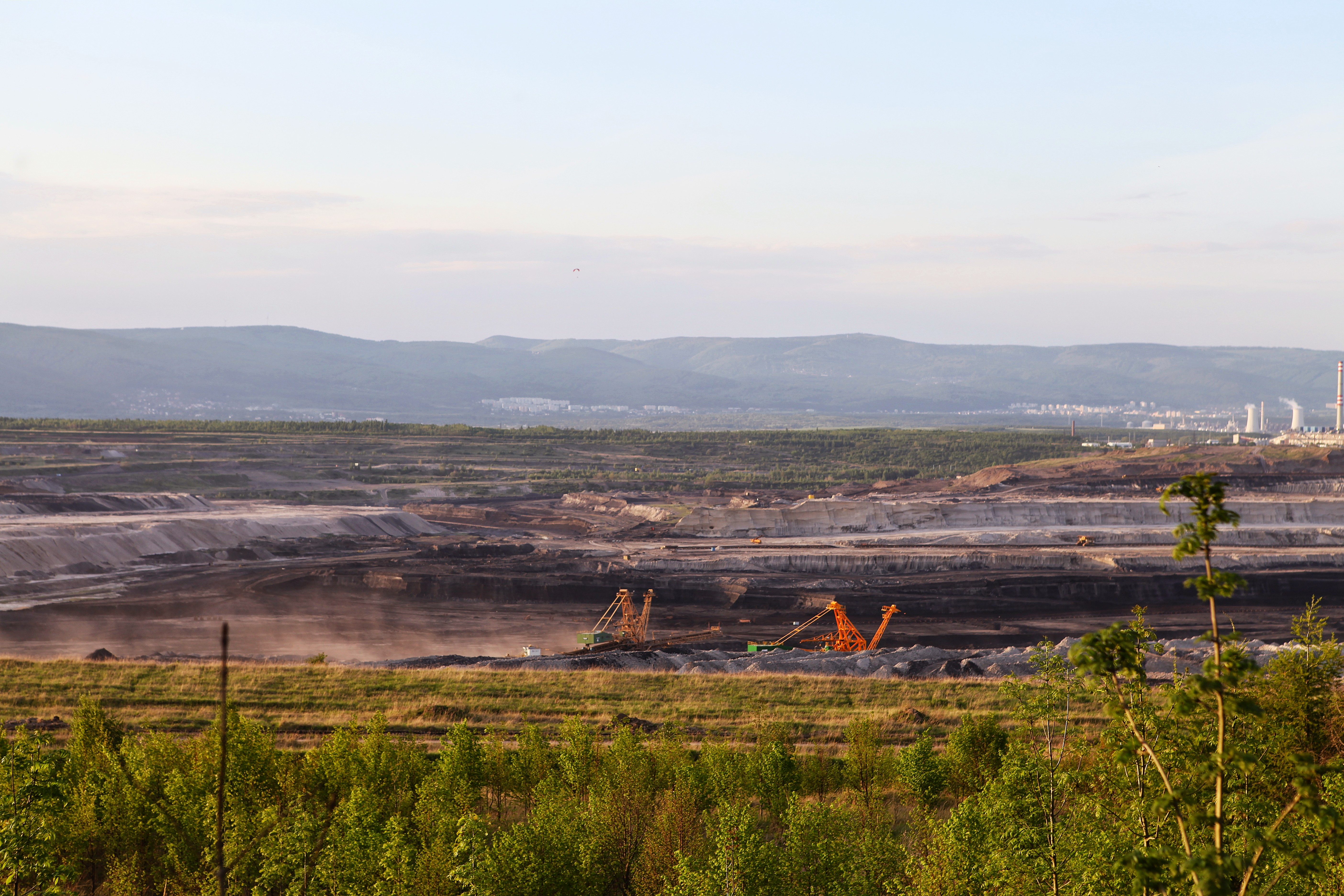
Lom Vršany, ve kterém Vršanská uhelná těží uhlí

Vršanská uhelná a.s. se sídlem v Mostě je česká těžební společnost zaměřená zejména na těžbu hnědého uhlí v okresech Chomutov a Most.

## Historie
Společnost vznikla 22. října 2008 rozdělením zaniklé společnosti Mostecká uhelná na dvě společnosti: Vršanskou uhelnou a Litvínovskou uhelnou. Původně byla součástí skupiny Czech Coal. Po restrukturaci holdingu firma patří do skupiny ovládané firmou Sev.en, která je v současnosti[kdy?] pod kontrolou  podnikatele Pavla Tykače.

## Uhlí
Společnost zajišťuje těžbu na lomu Vršany. Zásoby uhlí zde představují 323 milionu tun a životnost zdejšího lomu je nejdelší v ČR - až do roku 2058. Lom Vršany postupně přetěží lom Jan Šverma a stočí se směrem k městu Most. Uhlí z lomu na základě smlouvy se skupinou ČEZ z roku 2013 využívá v současnosti elektrárna Počerady.

## Další aktivity
Vršanská uhelná se angažuje v dobrovolné podpoře severočeského regionu. Nejznámějším projektem tohoto typu jsou Chytré hlavy pro Sever, grantový program pro školy, který společnost každoročně vyhlašuje už od roku 2010.
Společně s další skupinou ze skupiny Sev.En ENERGY, společností Severní energetická, a.s. spravující sousední důl ČSA, zajišťuje společnost také pořádání tzv. uhelného safari.[zdroj?]

## Snaha o odkoupení elektrárny Počerady
V roce 2017 Vršanská uhelná zveřejnila nabídku pro energetickou společnost ČEZ na odkoupení elektrárny Počerady. Dozorčí rada ČEZ v dubnu 2017 odložila své rozhodnutí a v květnu 2017 pak prodej odmítla. Vršanská uhelná nabídla za Počerady 10 miliard korun a plánovaný prodej podle agentury Reuters podpořilo představenstvo ČEZ.